# Stylidium trudgenii
Stylidium trudgenii är en tvåhjärtbladig växtart som beskrevs av Allen Lowrie och Kenneally. Stylidium trudgenii ingår i släktet Stylidium och familjen Stylidiaceae. Inga underarter finns listade i Catalogue of Life.